# Jan van Utenhove
Jan (Johannes, John) van Utenhove van der Gracht (* 1516 in Roborst (Borst; Bost) oder Gent; † 6. Januar 1566 in London) war ein flämischer Humanist und reformierter Theologe.

## Leben
Jan van Utenhove der Ältere war der Sohn des Genter Bürgermeisters (Voorschepen) von 1479/80 und 1516 Richard (Rickaert; Rycquart) uuten Hove († 1529), Herr van der Gracht, Hooghewalle und Roborst, und (⚭ vor 1502) der Josyne vander Woestijne († 1543).

### Flandern
Jan van Utenhove erhielt in Gent eine humanistische Ausbildung bei Georg Cassander (1513–1566). Im Februar 1533 immatrikulierte sich „Joannes Uutenhoven“ aus der Diözese Cambrai, zu der Roborst im Genter Umland südöstlich der Schelde bis 1559 gehörte, an der Universität Orléans. Im selben Jahr erwarb er dort den Grad eines Lizentiaten. Auch Johannes Calvin (1509–1564) hielt sich im Frühjahr 1533 und 1534 in Orléans auf. Jan van Utenhove studierte später am Collegium Trilingue in Löwen und lernte vermutlich dort Francisco de Enzinas (Dryander) (1518–1552), Albert Hardenberg (um 1510–1574) und Pieter Overd’hage (1520–1604) kennen, mit denen er später im Briefwechsel stand. Auch sein späterer väterlicher Freund und Kollege Johannes a Lasco (1499–1560), der 1525 zusammen mit Karl von Utenhove nach Italien gereist war, hielt sich 1539/40 in Löwen auf.
Wegen eines von ihm zusammen mit Gillis Joyeulx 1532 oder eher 1542 verfassten Theaterstücks (Rederijkers-Drama) „De Evangelische Leeraer (Een seer schoon spel van zinnen)“, das „up Onsen Vrauwen dach visitatie inde maent van Julio xliii binnen der prochie van Borst“, d. h. am 2. Juli 1543 auf Utenhoves Landgut in Roborst aufgeführt worden ist, wurde Jan van Utenhove vom „Großen Rat von Mechelen“ am 28. April und 9. Mai 1545 aus Flandern verbannt. Nach einer Notiz seines Bruders Nikolaas von Utenhove (* um 1500, † 1549) wurde das Stück als erronieux (grundverkehrt) und sentant la nouvelle secte (riechend nach der neuen Sekte) bezeichnet.

### Aachen, Köln und Straßburg
Utenhove floh im Herbst 1544 zunächst nach Aachen. Im März 1545 schrieb ihm Hardenberg von Köln aus dorthin. Später im Verlauf des Jahres zog Utenhove nach Köln, wo er bei Jacques de Bourgogne (um 1520–1556), Seigneur de Falais et de Bredam, Unterkunft fand. Jacques de Bourgogne war als Exulant von Wilhelm II. von Neuenahr († 1552), dem Onkel seiner Frau Yolande van Brederode (1525–1552), aufgenommen worden, wahrscheinlich in dessen Kölner Haus, dem „Neuenahrer Hof“. Im November 1545 zog Jan van Utenhove mit der Familie de Bourgogne nach Straßburg. Dort lernte er die Reformatoren Martin Bucer (1491–1551), Peter Martyr Vermigli (1499–1562) und Paul Fagius (1504–1549) kennen.

### Erster Aufenthalt in England
Auf Utenhoves Empfehlung hin wurde Valérand Poullain (um 1520–1558), den er aus Straßburg kannte, um 1547 zum Prediger der französischen Flüchtlingsgemeinden in Canterbury und später in Glastonbury bestellt. 1548 nach dem Augsburger Interim (das in Straßburg allerdings erst am 27. Oktober 1549 eingeführt wurde) reiste Jan van Utenhove mit Dryander nach England und war Gast von Erzbischof Thomas Cranmer (1489–1556) in Canterbury. Utenhove war Mitbegründer der niederländischen Flüchtlingsgemeinde in London und als Kollege von Johannes a Lasco Prediger und Ältester an der Dutch Reformed Church in „Austin Friars“ (ehemaliges Augustiner-Kloster in der Threadneedle Street), die der Gemeinde 1550 von König Eduard VI. (1537–1553) geschenkt wurde.

### Reisen nach Straßburg und in die Schweiz
Utenhove reiste von London aus jährlich auf das Festland, um in Straßburg warme Bäder zu nehmen. 1549 nach der Hinrichtung des Lord High Admirals Thomas Seymour, 1. Baron Seymour of Sudeley, traf er dabei in Begleitung von John Butler of Wardington († um 1553) im April in Köln John Hooper (1495–1555) und Martin Micronius (Marten de Cleyne) (um 1522–1559) und im Juni in Zürich den Reformator Heinrich Bullinger (1504–1575). Utenhove nahm anschließend an der Hochzeit von Bullingers Tochter Anna (1530–1565) mit Huldrych Zwingli jun. (1528–1571) teil. In Genf besuchte er Johannes Calvin und führte mit ihm ein einvernehmliches Gespräch über den Consensus Tigurinus. Über Basel und Straßburg kam Utenhove im November 1549 wieder nach London.

### Wirken in England
Peter Martyr und Jan van Utenhove veranlassten den Schweizer Studenten Johann Ulmer (* um 1525/29; † 1580) in Oxford, eine Übersetzung des Straßburger Bekenntnisses (Confessio Argentinensis sive Tetrapolitana) von 1530 aus dem Lateinischen ins Englische anzufertigen. Bei einem Besuch mit Martyr im Lambeth Palace erläuterte Ulmer dem Erzbischof Thomas Cranmer diese Schrift, der ihm dafür einige Angelots schenkte. Die Strasbourg confession hat – teilweise vermittelt über Hermanns von Wied Kurkölner Reformationsordnung Einfaltigs Bedencken von 1543 – das von Cranmer 1549 verantwortlich herausgegebene Book of Common Prayer beeinflusst.
1551 veröffentlichte Utenhove mit „Vijf en twintig psalmen ende andere ghesanghen“ ein Gesangbuch für die niederländischen Flüchtlingsgemeinde, in dem teilweise französische Psalmenbereimungen von Clément Marot (1496–1544) übersetzt und bearbeitet sind. Die Melodien sind dem Genfer Psalter, dem Straßburger Gesangbuch und dem Bonner Gesangbuch entnommen.
Utenhove und Poullain schickten mit Unterstützung des 1. Herzogs von Somerset, Edward Seymour (um 1500–1552), flämische und wallonische protestantische Weber nach Glastonbury und halfen damit, die Textilindustrie im Westen Englands zu begründen. Als der Herzog nach einer Intrige am 22. Januar 1552 hingerichtet wurde, begleiteten ihn Utenhove und Richard Vauville († 1555), Prediger der französischen Flüchtlingsgemeinde, in den letzten Stunden.
Im Oktober 1552 begegnete Utenhove in London vermutlich John Knox (* um 1514; † 1572), „concionator ducis Northumbriae (= Prediger des Herzogs von Northumberland)“ – Knox’ Dienstherr war John Dudley, 1. Duke of Northumberland –, der ihn beeindruckte, weil er sich in einer Predigt gegen das Knien beim Abendmahlsempfang aussprach.

### Flucht nach Dänemark
Nach dem Tod von König Eduard VI. musste die niederländische Flüchtlingsgemeinde unter Maria „der Katholischen“ (1516–1558, reg. 1553) England verlassen. Die Prediger Jan van Utenhove, Johannes a Lasco und Martin Micronius, die Drucker Nicolaes vanden Berghe (Hill), Gilles van der Erve und 170 weitere Personen flohen am 17. September 1553 zunächst auf zwei Schiffen von Gravesend nach Helsingborg in Dänemark bzw. Schonen. In der jütländischen Residenz Kolding hatten sie eine Audienz bei König Christian III. (1503–1559), wurden jedoch nach einem Streit mit dem Hofprediger Mag. Paulus Noviomagus wegen ihrer reformierten Abendmahlslehre ausgewiesen und verließen Dänemark wieder am 19. November mit einer Unterstützung des Königs von 100 Reichstalern Reisegeld.

### Ostfriesland
Utenhove und Lasco gelangten schließlich am 4. Dezember 1553 über Holstein und Bremen, wo sie Albert Hardenberg wiedertrafen, nach Emden. Dort wurden sie von Gräfin Anna von Oldenburg (1501–1575) aufgenommen. Der Rest der Flüchtlinge erreichte Ostfriesland in verschiedenen Gruppen über Lübeck-Travemünde, Rostock, Wismar bzw. Hamburg im März und April 1554 und wurde auf Emden, Norden und Leer verteilt. Utenhove verfasste Een nieuw liedeken („Wen Godt Eduwaert den vromen om onser ondanckbaerheyt van Enghelant hadde ghenomen“) über die Ereignisse von 1553/54 und veröffentlichte 1560 einen Bericht über diese Flucht und sein Verständnis des Abendmahls. In Emden lebte er drei Jahre.
Unter den 1554 in Ostfriesland aufgenommen englischen Flüchtlingen war auch ein Verwandter Jans von Utenhove, Philipp du Gardin (Utenhove) aus Gent, der 1568 Kreditgeber von Graf Edzard II. von Ostfriesland (1532–1599) und in den 1570er Jahren Faktor des dänischen Königs in Emden wurde. Der Kaufmann und Vorsitzende des französisch-reformierten Kirchenrates in Emden Francois du Jardin (Franzooys van Utenhove) wurde 1576 als Anführer einer liberalen Opposition in der Gemeinde gegen den Pfarrer Johannes Polyander a Kerckhoven (* um 1535; † 1598) exkommuniziert. Die Brüder Guillaume (Wilhelm) und Nicolaus du Gardin, Getreidehändler und Reeder, waren vermutlich aus Amsterdam oder Antwerpen nach Emden zugezogen, entstammten aber wohl auch der Genter Familie Utenhove.

### Polen
Im Herbst 1556 reiste Jan van Utenhove mit Johannes a Lasco nach Polen. Auf der Reise traf er im September in Frankfurt am Main Johannes Calvin wieder. Im Oktober lernte er in Kassel Landgraf Philipp I. von Hessen (1504–1567) kennen. Über Erfurt erreichten die beiden im November Wittenberg, wo sie mit Philipp Melanchthon (1497–1560) zusammentrafen und eine seiner Vorlesungen besuchten. Über Breslau gelangen Utenhove und Lasco schließlich am 5. Dezember 1556 nach Krakau in Kleinpolen.
Im Februar 1557 kam es in Krakau im Haus von Johann (Jan) Boner von Balice (um 1516–1562), dem Gouverneur des Krakauer Schlosses und Kastellan von Biecz, zu einer Unterredung zwischen Pietro Paolo Vergerio (1498–1565), Francesco Lismanini (1504–1566), Johannes a Lasco und Jan van Utenhove. Im März 1557 wurden Lasco und Utenhove in Wilna von König Sigismund II. August (1520–1572) empfangen, im Juni 1557 schreibt Utenhove von der Synode zu Wodzisław (heute Woiwodschaft Świętokrzyskie) an Bullinger und Martyr. Das Vorwort zu seiner 1560 erschienenen „Simplex narratio“ verfasste Utenhove im März 1558 in Kalisz in Großpolen; den folgenden einleitenden Brief im Februar 1559 in Krakau.
In Polen heiratete Utenhove um 1556/57 seine – aus Flandern bzw. 1553 mit ihm aus England vertriebene – Frau Anna van Hoorne-Koeyegem († nach 1590) die ihn mit drei Kindern überlebte. Im Januar 1559 hielt er sich mit Lasco in „Quercetum“ (Dąbie in der Gemeinde Secemin) in Kleinpolen auf.

### Rückkehr nach London
Nach dem Regierungsantritt von Elisabeth I. (1533–1603, reg. 1558) wurde Utenhove von Lasko kurz vor dessen Tod über Frankfurt am Main (dort im Juni 1559) nach London zurückgeschickt, um der Königin zum Regierungsantritt zu gratulieren. Anna von Oldenburg verwandte sich in einem persönlichen Schreiben an Königin Elisabeth dafür, dass Utenhove ausstehende Darlehen aus der Zeit seines ersten Aufenthalts in England von dem Londoner Bürger Jan Jansen zurückerstattet bekommen solle. Johannes und Anna (Anneken) Utenhove werden häufig in den Registern der niederländischen Flüchtlingsgemeinde in London erwähnt.
1560 berichtete der Superintendent von Kleinpolen Stanisław Lutomirski (um 1520–1575) aus Pińczów Utenhove brieflich von den Unruhen, die das Auftreten von Francesco Stancaro (um 1501–1574) in Polen hervorgerufen hatte. „Joan Uttenhoven“ soll um 1559/60 eine Schmähschrift (librillo … muy pestilencial y préjudicial) gegen den niederländischen Inquisitor Ruard Tapper (1487–1559) veröffentlicht haben, die nicht erhalten ist oder mit der scharfen Satire verwechselt wurde, die Heinrich Castritius Geldorp etwa zur gleichen Zeit anonym herausgegeben hatte.
Als immer mehr Glaubensflüchtlinge aus Flandern nach England strömten, half Utenhove, weitere niederländische Flüchtlingsgemeinden in Sandwich und Colchester zu gründen. Auch für die Gründung der wallonischen Gemeinden in Southampton und Canterbury setzte er sich ein.
Graf Christoph von Oldenburg (1504–1566) bot Königin Elisabeth I. 1562 über Albert Hardenberg und Jan van Utenhove seine Dienste in den Religionsstreitigkeiten an. Ein Sohn des Karl Bastard von Geldern (* um 1508; † 1568) hielt sich 1563 im Hause Utenhoves in London auf und vermittelte über Utenhove Nachrichten aus Polen an den englischen Hof, die er über seinen Vater in Danzig vom Reichstag zu Petrikau erhalten hatte.
1563 versuchte Utenhove in Schreiben an Staatssekretär William Cecil, 1. Baron Burghley (1521–1598), ein Pensionsverhältnis von Graf Johann II. Cirksena von Ostfriesland (1538–1591) zu Königin Elisabeth I. zu vermitteln. Tatsächlich gewährte Königin Elisabeth dem Grafen eine Pension von 2.000 französischen Kronen bzw. 600 Pfund Sterling.
Um 1565 vermittelte Utenhove für Thomas Howard, 4. Duke of Norfolk (1538–1572) die Ansiedlung von etwa 30 flämischen Tuchmacher-Familien aus Sandwich in Norwich. In einem Londoner Haus des Herzogs (vgl. noch den heutigen Straßennamen Duke's place) in der Liberty (Immunitätsbezirk) der ehemaligen Holy Trinity Priory in Aldgate wohnten 1568 Utenhoves Witwe und Kinder.
Jan van Utenhove wurde bekannt als Übersetzer der Psalmen und des Neuen Testaments in das Niederländische. Die Gesamtausgabe seiner Psalmenübersetzung wurde erst nach Utenhoves Tod 1566 durch den Londoner niederländischen Prediger Godfried (Govaert) van Wingen (Godefridus Wingius) herausgegeben.
Jan van Utenhove („Ioannes Wtenhouius“) stand auf dem Index Librorum Prohibitorum in der 1. Klasse häretischer Schriftsteller.

## Familie
Jan war der Bruder von Nicolaus von Utenhove (* um 1500, † 1549), seigneur de Gracht und Hooghwalle, Hoch-Bailli von Brügge, Vorsitzender der Rechenkammer im Großen Rat von Mechelen, verheiratet mit Elisabeth (Isabeau) de Gruutere, Tochter von Lieven de Gruutere († 1534) und Catharina de Waele († 1529), Dame van Axpoele. Jan van Utenhoves Schwester Marie heiratete Jean (Pieter?) l'Escuyer († 1555), seigneur de Brestel und Ternas, Vicomte (Burggraf) de Dourlens. Seine Schwester Jossine Utenhove († 1562) heiratete Jan Ruffelaert († 1553), Sohn von Jacob Ruffelaert und Jossine van Brugghe.
Jan van Utenhoves Cousin 2. Grades war der Humanist und Politiker Karl von Utenhove d. Ä. (* um 1500; † 1580), der mit Jan von Utenhoves Schwägerin Anna de Grutere († um 1545) verheiratet war. Dessen Sohn, Jan van Utenhoves Cousin, war der humanistische Gelehrte (Philologe) und Dichter Karl von Utenhove (1536–1600).

## Werke

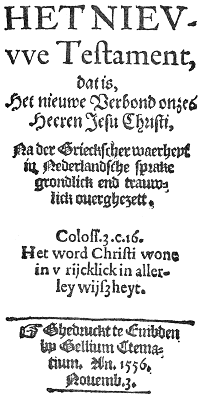
Het Nieuwe Testament, Emden: Gillis van der Erve, 1556

- (zusammen mit Gillis Joyeulx) Een seer schoon Spel van zinnen. Ghemaeckt by mijn Heer Johan Wtenhoue Anno 32. ende is ghespeelt Anno 1543. … (Anhang; nicht im Titel enthalten:) Een nieuw liedeken ghemaeckt door Johan Wtenhove, ende gaet op de wijse vant Liet vanden Coninck van Denemarcke, O radt van avontueren,[52] of Van vier Christenen, verbrant binnen Liere in Brabant[53] (Akrostichon auf den Namen „WTENHOVIUS“; nach 1554). O. O. [Willem Geylliaert, Emden] 1570[54]
  - Cebus Cornelis de Bruin, Johannes Trapman (Hrsg.): Een seer schoon Spel van zinnen ghemaeckt by mijn Heer Johan Wtenhove. In: Jaarboek van de Fonteine. 39-40 (1989–1990), S. 21–99 (Digitalisat und Digitalisat der Digitale Bibliotheek voor de Nederlandse Letteren (DBNL))
- Vijf en twintig psalmen ende andere ghesanghen, diemen in de duytsche ghemeynte te Londen was gebruyckende. London 1551
  - 2. Aufl. Gilles van der Erven, Emden 1557
- (Übersetzung) De catechismus, oft kinder leere, diemen te Londen, in de Duytsche ghemeynte, is ghebruyckende, London 1551[55]
  - 2. Aufl. Nicolas vanden Berghe, London 1553
  - 3. Aufl. Gellius Clemasius (Gillis van den Erve), Emden 1557 (und weitere Auflagen)
  - 4. Aufl. Ghemaeckt door Marten Micron. Jan Daye, London 1561 (und weitere Auflagen)
- (Übersetzung) Christelicke ordonnantiën der Nederlandschen Ghemeynte Christi, die van den Christelicken prince Edewart den VI in het jaar 1550 te Londen inghestelt was. Collinus Volkwinner (Pseudonym = „vanden Berghe, Nicolas“), „buiten London“ (= „außerhalb von London“) [Emden] 1554[56]
- Een corte undersouckinghe des gheloofs, over de ghene, die haer tot de Duytsche Ghemeynte, die ter London is, begheven willen. Emden 1555
  - 2. Aufl. Emden 1566
  - (Nachdruck) Doede Nauta (Hrsg.): Twee geschriften uit de begintijd van de Gereformeerde Kerk in Nederland. Amsterdam 1974
- Het Nieuwe Testament, dat is, Het Nieuwe Verbond onzes Heeren Jesu Christi, Na der Grieckscher waerheyt in Nederlandsche sprake grondlick end trauwlick ouerghezett. Gellius Ctematicus (= Gillis van der Erven). Emden 1556 (Transkription; Digitalisat der Digitale Bibliotheek voor de Nederlandse Letteren)
  - 2. Aufl. 1561/62, überarbeitet von Godfried van Wingen und Johannes Dyrkinus[A 8] (sog. „Deux-Aes-Bibel“)
  - 3. Aufl. 1570 (und weitere Auflagen)
- 26. Psalmen ende ander ghesanghen, diemen in de Duydtsche ghemeynte te Londen, was ghebruyckende / 11. ander Psalmẽ door J. V. Autheur der Duydtscher ghemeynten (die te Londen was) sangkboeck … in rijme, op sanckswijse te samen gestelt / Andere 26. Psalme[n] Dauidis nieuwelick toeghemaeckt, ende op dicht ghestelt bij den seluen Autheur J.V. ende nu in drucke wthghegheven, ten nutte der Nederlandtscher Ghemeynten, 3 Bände. Gellius Ctematius (Gilles van der Erven), Emden 1558 (Bd. I-II) / 1559 (Bd. III) (Digitalisat der Digitale Bibliotheek voor de Nederlandse Letteren)
- Rationes quaedam cur verba illa coenae. Hoc est corpus meum, hoc est sanguis meus, non secundum literam, ut de carnali oris manducatione et bibitione corporis et sanguinis Christi intelligantur, sed mystice exponi oporteat (1560), hrsg. von Fredrik Pijper. In: Bibliotheca Reformatoria Neerlandica. Band 9, 1912, S. 160–174.
- Simplex et fidelis narratio de instituta et demum dissipata, Belgarum aliorumque peregrinorum in Anglia, Ecclesia & potissimum de susceptis postea illius nomine itineribus, quaeq[ue] eis in illis euenerunt. In qua multa de Coena Dominicae negocio, alijsq[ue] rebus … tractantur. Per Ioannem Vtenhouium Gandauum. Johannes Oporinus, Basel 1560 (Google-Books)
  - (Deutsche Übersetzung) Bartholomäus Rhoding:[A 9] Kurtzer einfaeltiger und waarhafter Historischer Bericht, wie die Christliche Kirche und Gemeine auß Niderland und von andern außlaendischen Oertern in Engelland erstlich angefangen und aufkommen, auch endlich widerumb zerstört worden, fürnemlich aber was sie deßwegen fuer Reisen haben auf sich nemen und thun muessen, und wie es ihnen auf denselbigen ergangen sey, darinnen zugleich vil vom Abendmal des Herren und vom heutigen gegenwärtigen Streit desselbigen gelehrt und gehandelt wird … Welches alles sich zugetragen hat im Jar nach Christi Geburt 1553 und 1554. Und ist anfänglich durch Johann Utenhoven von Gendt in Latein beschrieben … Jetzt aber … ins Teusch gebracht durch Bartholomaeum Rhodingum, Marpurg-Hassum, Dienern am Wort. [Corvinus], Herborn 1608
- Hondert Psalmen Davids mitsgaders het ghesangk Marie, t'ghesangk Zacharie, t'ghesangk Simeons, de thien gheboden, de artikels des gheloofs, t'ghebed des Heeren. Jan Daye, London 1561
  - De Psalmen Dauids, in Nederlandischer sangs-ryme, door Ian Wtenhove van Ghentt. Wartoe toegedaen syn de gesangen Marie, Zacharie, Simeonis, met t'samen den tien geboden ende gebede des Heeren, met noch anderen. Item is hier noch voor ieghelijken psalme gestelt sijn inhoudt; ende aen 't einde een voeghlicb ghebedt dar oppe. Allemael to nutte der ghemeynte Christi. John Daye, London 1566 (Digitalisat der Universitätsbibliothek Utrecht)
  - (auszugsweise deutsche Übersetzung) Johann von Münster (Hrsg.): Schwanengesang vnd kurtze Erklerung, deß herrlichen vorgesangs im anfang der predigt: O Gott du vnser Vatter bist … Anno 1561 … von … Hans Utenhoff, in den reinen … reformirten kirchen Teutscher Nation … zu gebrauchen gestellet … zu papier gefasset Durch Johann von Munster. Berthold de Villiers, Bremen 1632

## Lieder
- Een cort Ghebedt voor de Predicatie. Door Jan Wtenhoue. In: Petrus Dathenus: De Psalmen Davids. vvt den Franchoyschen dichte in Nederlantschen ouergeset, o. O. 1572, S. 88 (Google-Books)
- Dit is het Ghelooue door Jan Wtenhoue ouerghesettet. In: ebenda. S. 88f (Google-Books) [nach Martin Luther: Wir glauben all an einen Gott, 1524]